# Ruhango (Stadt)
Ruhango ist eine Stadt im Distrikt Ruhango in der Südprovinz Ruandas.

## Geographie
Ruhango liegt an der Kreuzung der beiden Nationalstraßen 1 und 7.
Die Bevölkerung lag nach der Volkszählung von 2012 bei 17.051.